# Eudoro Berlink
Eudoro Brasileiro Berlink (Porto Alegre, 1843 — Rio de Janeiro, 29 de janeiro de 1880) foi um professor, historiador e jornalista conservador brasileiro.
Filho do jornalista Bernardino Berlink. Foi diretor do jornal Rio-grandense do Partido Conservador, onde sempre pertenceu, e redator de O Maçom entre 1874 e 1875.
Como professor, escreveu o livro Compêndio de Geografia da Província de São Pedro do Rio Grande do Sul, editado em Porto Alegre em 1863, utilizado como livro didático e reeditado diversas vezes, e de Caxias. Apontamentos para a História Militar do Duque de Caxias de 1870 e publicado em 1934. Também escreveu Georgina para o teatro. Foi membro e um dos fundadores do Parthenon Litterario, em 1869.
Em 1876 mudou-se para o Rio de Janeiro, onde trabalhou no jornal O Cruzeiro de 1878 a 1879, onde escreveu, sob o pseudônimo de Cassius uma série de artigos contra o ministério de 5 de janeiro, presidido pelo Visconde de Sinimbu.